# Siv Widerberg
Siv Widerberg (Bromma, 12 de junio de 1931 - Estocolmo, 24 de diciembre de 2020) fue una escritora y periodista sueca.

## Biografía
Doctor honoris causa por la Universidad de Umeå.
Trabajó como profesora (1951-1955) y periodista (1955-1965) antes de ser escritora autónoma. Fue miembro de la Academia Sueca del Libro Infantil.

## Obra
- 1960 – Östergötlands läns hemslöjdsförening 1910–1960
- 1966 – Snart sjutton
- 1966 – Gertrud på daghem
- 1967 – Apropå mej
- 1967 – Åkes trafikskola
- 1968 – Allt möjligt
- 1968 – Se upp, moln!
- 1968 – Alldeles vanliga Hjalmar och Hedvig
- 1969 – Agneta och Björn
- 1969 – En syl i vädret
- 1969 – Min bästa vän
- 1970 – Ett enda stort ljug?
- 1971 – Jag heter Siv
- 1972 – Nya byxor och gamla
- 1973 – Sören och Ingrid
- 1973 – Sitt inte på mej
- 1974 – Vi är många
- 1975 – Folkets kraft är stor
- 1976 – Klass 6 D, Sverige, Världen
- 1977 – Klass 6 D, Sverige, Världen som tårtbitar
- 1978 – Klass 7 A
- 1979 – Men om du inte tror mej
- 1979 – Klass 8 A och B
- 1980 – Flyga ur boet
- 1980 – Nian
- 1980 – Daghemmet Rödmyran
- 1981 – Skriv snart!
- 1983 – Hasse
- 1983 – Som sagt var
- 1984 – Hasses andra bok
- 1984 – Den stora systern
- 1985 – Hasse och den rosa pantern
- 1985 – Varma tassar, vassa tänder
- 1986 – Skriv en dikt (con Gunna Grähs)
- 1986 – Flickan som inte ville gå till dagis (il. Cecilia Torudd)
- 1987 – Det var en gång en mamma och en pappa
- 1987 – En otrolig historia?
- 1988 – Lek med mej!
- 1989 – Jag är jag
- 1989 – Flickan som gick vilse
- 1989 – Barnbarnsramsor
- 1990 – Pojken och hunden
- 1991  – Hej, mej!
- 1991 – När jag var barn
- 1991 – Plötsligt en dag
- 1992 – Sova över (con Anna-Clara Tidholm)
- 1993 – Andas, finnas, leva livet
- 1994 – Se, så många barn!
- 1996 – Blandade känslor
- 1996 – Bråttombråttom
- 1997 – Nej! Lägg av!
- 1997 – Flickan som inte tyckte om att slåss (con Lisa Örtengren)
- 1999 – Måste vara modig
- 1999 – Så många tårar
- 2000 – Vända livet
- 2002 – Ge hit mobilen!
- 2003 – stolar, stolar, stolar
- 2003 – kuddar, kuddar, kuddar
- 2004 – snö snö snö
- 2005 – Hinkar, spadar, krattor
- 2005 – Räkna med tvillingarna
- 2006 – Ingen är så söt som du ;-)
- 2008 – Valpar till salu
- 2011 – Den långa sömnen

## Premios
- 1968 – Litteraturfrämjandets stipendiat
- 1978 – Nils Holgersson-plaketten
- 1983 – Astrid Lindgren-priset
- 2001 – Gulliver-priset
- 2007 – Rebells Fredspris
- 2011 – Eldsjälspriset